# Robert Molenaar
Robert Molenaar (Zaandam, 27 febbraio 1969) è un allenatore di calcio ed ex calciatore olandese, di ruolo difensore, vice allenatore dello Schalke 04.

## Caratteristiche tecniche
Era un difensore centrale.

## Carriera

### Giocatore
Ha militato dal 1992 al 1997 nelle file del Volendam, totalizzando 125 presenze e due reti in campionato. Nel 1997 si è trasferito in Inghilterra, al Leeds United, per un milione di sterline. Ha militato nelle file dei Whites fino al novembre 2000, collezionando un totale di 51 presenze e 5 reti nella massima serie inglese. Nel novembre 2000 è passato al Bradford City. Ha militato nelle file dei Bantams fino al 2003, totalizzando 71 presenze e due reti. Nel 2003 è tornato in patria, firmando un contratto con il RBC Roosendaal. Ha militato nelle file del Roosendaal per quattro stagioni, totalizzando 68 presenze e 6 reti in campionato. Al termine della stagione 2006-2007 si è ritirato. 

### Allenatore
Terminata la propria carriera da calciatore, nel 2007 è diventato tecnico della formazione Under-19 del RBC Roosendaal. Ha mantenuto l'incarico fino al termine della stagione 2008-2009. Nella stagione 2009-2010 è stato assistente di Alex Pastoor all'Excelsior Rotterdam. Nella stagione 2011-2012 ha guidato la formazione Under-19 dell'AZ Alkmaar. Nella stagione successiva è diventato assistente di Alex Pastoor al N.E.C.. Il 22 agosto 2013, in seguito all'esonero di Pastoor, ha rescisso il proprio contratto. Nella stagione 2014-2015 ha lavorato come tecnico del RKSV Halsteren e come collaboratore di Marinus Dijkhuizen all'Excelsior Rotterdam. Nella stagione successiva è diventato tecnico del Volendam. Ha lasciato l'incarico il 22 marzo 2017. Il 21 giugno 2017 è diventato tecnico del Roda JC, con cui ha firmato un contratto annuale con opzione per la stagione successiva. Il 19 marzo 2019 è stato sollevato dall'incarico e sostituito da Eric van der Luer. Nel luglio 2019 è diventato tecnico dell'Almere City. Il 26 novembre 2019 è stato esonerato e sostituito da Ole Tobiasen. Nella stagione 2021-2022 ha allenato la formazione Under-21 del NAC Breda. Nel luglio 2022 è diventato tecnico della prima squadra. Il 27 dicembre 2022 è stato sollevato dall'incarico.

## Statistiche

### Presenze e reti nei club
| Stagione              | Squadra               | Campionato            | Campionato | Campionato | Coppe nazionali | Coppe nazionali | Coppe nazionali | Coppe continentali | Coppe continentali | Coppe continentali | Altre coppe | Altre coppe | Altre coppe | Totale | Totale |
| Stagione              | Squadra               | Comp                  | Pres       | Reti       | Comp            | Pres            | Reti            | Comp               | Pres               | Reti               | Comp        | Pres        | Reti        | Pres   | Reti   |
| --------------------- | --------------------- | --------------------- | ---------- | ---------- | --------------- | --------------- | --------------- | ------------------ | ------------------ | ------------------ | ----------- | ----------- | ----------- | ------ | ------ |
| 1992-1993             | Volendam              | E                     | 28         | 1          | KNVBB           | 0               | 0               | -                  | -                  | -                  | -           | -           | -           | 28     | 1      |
| 1993-1994             | Volendam              | E                     | 27         | 1          | KNVBB           | 0               | 0               | -                  | -                  | -                  | -           | -           | -           | 27     | 1      |
| 1994-1995             | Volendam              | E                     | 31         | 0          | KNVBB           | 1               | 0               | -                  | -                  | -                  | -           | -           | -           | 32     | 0      |
| 1995-1996             | Volendam              | E                     | 21         | 0          | KNVBB           | 0               | 0               | -                  | -                  | -                  | -           | -           | -           | 21     | 0      |
| 1996-gen. 1997        | Volendam              | E                     | 7          | 0          | KNVBB           | 0               | 0               | -                  | -                  | -                  | -           | -           | -           | 7      | 0      |
| Totale Volendam       | Totale Volendam       | Totale Volendam       | 114        | 2          |                 | 1               | 0               |                    | -                  | -                  |             | -           | -           | 115    | 2      |
| gen.-giu. 1997        | Leeds Utd             | PL                    | 12         | 1          | FA+FLC          | 2+0             | 0+0             | -                  | -                  | -                  | -           | -           | -           | 14     | 1      |
| 1997-1998             | Leeds Utd             | PL                    | 22         | 2          | FA+FLC          | 1+1             | 0+0             | -                  | -                  | -                  | -           | -           | -           | 24     | 2      |
| 1998-1999             | Leeds Utd             | PL                    | 17         | 2          | FA+FLC          | 0+2             | 0+0             | UEFA               | 4                  | 0                  | -           | -           | -           | 23     | 2      |
| 1999-2000             | Leeds Utd             | PL                    | 0          | 0          | FA+FLC          | 0+0             | 0+0             | UEFA               | 0                  | 0                  | -           | -           | -           | 0      | 0      |
| 2000-gen. 2001        | Leeds Utd             | PL                    | 0          | 0          | FA+FLC          | 0+0             | 0+0             | UCL                | 0                  | 0                  | -           | -           | -           | 0      | 0      |
| Totale Leeds Utd      | Totale Leeds Utd      | Totale Leeds Utd      | 51         | 5          |                 | 6               | 0               |                    | 4                  | 0                  |             | -           | -           | 61     | 5      |
| gen.-giu. 2001        | Bradford City         | PL                    | 21         | 1          | FA+FLC          | 1+0             | 0+0             | -                  | -                  | -                  | -           | -           | -           | 22     | 1      |
| 2001-2002             | Bradford City         | FD                    | 21         | 0          | FA+FLC          | 1+1             | 0+0             | -                  | -                  | -                  | -           | -           | -           | 23     | 0      |
| 2002-2003             | Bradford City         | FD                    | 30         | 1          | FA+FLC          | 1+1             | 0+0             | -                  | -                  | -                  | -           | -           | -           | 32     | 1      |
| Totale Bradford City  | Totale Bradford City  | Totale Bradford City  | 72         | 2          |                 | 5               | 0               |                    | -                  | -                  |             | -           | -           | 77     | 2      |
| 2003-2004             | RBC Roosendaal        | E                     | 29         | 3          | KNVBB           | 0               | 0               | -                  | -                  | -                  | -           | -           | -           | 29     | 3      |
| 2004-2005             | RBC Roosendaal        | E                     | 24+5       | 3+0        | KNVBB           | 0               | 0               | -                  | -                  | -                  | -           | -           | -           | 29     | 3      |
| 2005-2006             | RBC Roosendaal        | E                     | 16         | 0          | KNVBB           | 0               | 0               | -                  | -                  | -                  | -           | -           | -           | 16     | 0      |
| 2006-2007             | RBC Roosendaal        | ED                    | 7          | 0          | KNVBB           | 0               | 0               | -                  | -                  | -                  | -           | -           | -           | 7      | 0      |
| Totale RBC Roosendaal | Totale RBC Roosendaal | Totale RBC Roosendaal | 81         | 6          |                 | 0               | 0               |                    | -                  | -                  |             | -           | -           | 81     | 6      |
| Totale carriera       | Totale carriera       | Totale carriera       | 318        | 15         |                 | 12              | 0               |                    | 4                  | 0                  |             | -           | -           | 334    | 15     |